# Океанник білобровий
Океанник білобровий (Pelagodroma marina) — вид морських буревісникоподібних птахів родини качуркових (Hydrobatidae).

## Поширення
Птах гніздиться на віддалених островах на півдні Атлантики (Тристан-да-Кунья), в Північній Атлантиці на островах Кабо-Верде, Канарських островах (Іспанія) та островах Селваженш (Португалія), а також на узбережжі Австралії та Нової Зеландії. Поза сезоном розмноження птахів з Атлантики спостерігали біля східного узбережжя Північної та Південної Америки та біля західного узбережжя Центральної Африки. Птахи з Австралії та Нової Зеландії мігрують до північної частини Індійського океану та північно-західного узбережжя Південної Америки.

## Опис
Птах завдовжки 19-21 см, з розмахом крил 41-44 см. Він має блідо-коричневі або сірі спину та крила з чорними маховими перами. Знизу білий і має біле лице з чорною маскою навколо очей.

## Спосіб життя
Живе та харчується у морі. На суші трапляється лише вночі. Живиться ракоподібними, дрібними кальмарами та рибою. Гніздиться колоніями на дрібних скелястих островах. Гніздо облаштовує у тріщинах скель або норах. У гнізді одне біле яйце.